# Доматено пюре
Доматено пюре е концентриран хранителен продукт, произведен от преработката на домати.
Приготвя се от узрели домати, като някои производители отстраняват ципата и семките на доматите. След това доматите се нарязват и пюрират до желаната консистенция.
Доматеното пюре може да се използва в супи, яхнии, сосове, или всяко друго ястие, в което се желае доматения вкус. Често е отбягвано от професионалните готвачи, който го намират, че има прекалено сготвен вкус в сравнение с другите форми на консервирани домати.
Доматеното пюре е много удобно за приготвяне на сосове и при производството на някои хранителни продукти, като лютеница, кетчуп и др.
Доматеното пюре понякога е наричано с италианското си име, „passata di pomodoro“, което означава, че доматите са „преминали“ през сито, за да отстранят семките и бучките. В тази му форма е продаван в бутилки или в асептични опаковки, най-вече в Европа.